# 孫邁
孫邁（?—?），福建連江崇云铺人，清朝政治人物、進士出身。
乾隆二年，登進士，擔任崇义县知县。